# Орден «8 сентября»
Орден «8 сентября» (макед. Орден «8 Септември») — государственная награда Республики Северная Македония.

## История
8 сентября 1991 года на территории югославской Республики Македония состоялся референдум о независимости от Югославии, в результате которого волеизъявлением 95,5 % из 75,8 % избирателей было объявлено о независимости Республики Македония. 8 сентября в республике отмечается как День Независимости.
Орден «8 сентября» был учреждён 27 июня 2002 года как государственная награда за исключительные заслуги отдельных лиц и организаций за выдающийся вклад в развитие и укрепление дружественных отношений и мирного сотрудничества с другими народами; за вклад в развитие и продвижение международных отношений, за выдающиеся заслуги и деятельность в области безопасности и обороны страны.
Орден учреждён в двух классах:
- на ленте;
- на орденской цепи.

## Описание
Авторы дизайна ордена Костадин Танчев-Динка и Владимир Бороевич.
Знак ордена изготавливается из серебра 925 пробы весом 98 грамм.
Знак ордена — восьмиконечная звезда гранённая множеством двугранных лучиков исходящих из центра звезды. В центре круглый медальон гранённый множеством двугранных лучиков исходящих из центра на которых позолотой выделена карта республики. По карте надпись в три строки: «8 СЕПТЕМВРИ / 1991 / 8 SEPTEMBER». Вокруг медальона на звезду наложены две позолоченные лавровые ветви.
В инсигнии ордена входит орденская планка обтянутая шёлковой муаровой лентой красного цвета с равновеликими тремя полосками по краю: жёлтой, белой и жёлтой.

## Кавалеры
- Робер Бадентер — 5-й председатель Конституционного совета Франции (2006)
- Кристофер Роберт Хилл — первый посол США в Македонии (2007)
- Роман Херцог — 7-й федеральный президент ФРГ (2009)
- Желю Митев Желев — второй президент Болгарии (15 января 2010)
- Уффе Эллеманн-Енсен — 43-й министр иностранных дел Дании (2010)
- Джон Битов — канадский бизнесмен (2011)
- Йордан Миялков — первый министр внутренних дел Македонии (2011, посмертно)
- Никола Клюсев — первый премьер-министр Македонии (2011, посмертно)
- Хамад бин Халифа Аль Тани — третий эмир Катара (17 октября 2011)
- Бронислав Коморовский — 14-й президент Польши (10 сентября 2013)
- Виктор Орбан — 8-й премьер-министр Венгрии (2013)
- Милош Земан — третий президент Чехии (9 июня 2016)